# Amerila fennia
Amerila fennia är en fjärilsart som beskrevs av Druce 1887. Amerila fennia ingår i släktet Amerila och familjen björnspinnare. Inga underarter finns listade i Catalogue of Life.